# Championnat du Cameroun de football 1986
Navigation
Saison précédente Saison suivante
La saison 1986 du Championnat du Cameroun de football était la 26e édition de la première division camerounaise, la MTN Elite 1. Les 16 équipes sont regroupées au sein d'une poule unique, où chaque équipe affronte tous les adversaires de sa poule 2 fois, à domicile et à l'extérieur.
C'est l'équipe du Canon Yaoundé, champion en titre, qui termine en tête du championnat cette année. C'est le 7e titre de champion de son histoire. Le Canon Yaoundé réussit le doublé Coupe-championnat en battant le FC Rail Douala en finale de la coupe du Cameroun. Le FC Rail Douala participe donc la saison prochaine à la fois à la Coupe d'Afrique des vainqueurs de Coupe et à la 2e division camerounaise, à la suite de sa relégation...

## Les clubs participants
| - Dynamo Douala - Tonnerre Yaoundé - Canon Yaoundé - Union Douala - Unisport Bafang - Panthère du Ndé - FC Rail Douala - Lions de Yaoundé | - Etoile Filante de Garoua - Entente Ngaoundéré - Camark Bamenda - Racing Club Bafoussam - Unité Douala - Federal Foumban - Kohi Sport Maroua - Promu de D2 - PWD Bamenda |

## Compétition

### Classement partiel
| Rang | Équipe                 | Pts | J  | G | N | P | Bp | Bc | Diff |
| ---- | ---------------------- | --- | -- | - | - | - | -- | -- | ---- |
| 1.   | Canon Yaoundé (T) (C)  | 39  | 30 |   |   |   |    |    |      |
| 2.   | Union Douala           | 34  | 30 |   |   |   |    |    |      |
| 3.   | Camark Bamenda         | 34  | 30 |   |   |   |    |    |      |
| 4.   | Federal Founbam        | 33  | 30 |   |   |   |    |    |      |
| 5.   | Lions de Yaoundé       | 32  | 30 |   |   |   |    |    |      |
| 6.   | Unisport Bafang        | 32  | 30 |   |   |   |    |    |      |
| 7.   | PWD Bamenda            | 30  | 30 |   |   |   |    |    |      |
| 8.   | Tonnerre Yaoundé       | 30  | 30 |   |   |   |    |    |      |
| 9.   | Dynamo Douala          | 29  | 30 |   |   |   |    |    |      |
| 10.  | Etoile Filante Garoua  | 28  | 30 |   |   |   |    |    |      |
| 11.  | Entente Ngaoundéré     | 27  | 30 |   |   |   |    |    |      |
| 12.  | Panthère du Ndé        | 27  | 30 |   |   |   |    |    |      |
| 13.  | Racing Club Bafoussam  | 27  | 30 |   |   |   |    |    |      |
| 14.  | FC Rail Douala         | 26  | 30 |   |   |   |    |    |      |
| 15.  | Unité Douala           | 24  | 30 |   |   |   |    |    |      |
| 16.  | Kohi Sports Maroua (P) | 20  | 30 |   |   |   |    |    |      |

|  | Qualifié pour la Coupe des clubs champions africains 1987 |
|  | Qualifié pour la Coupe des Coupes 1987                    |
|  | Relégué en 2e division                                    |

## Bilan de la saison
| Tableau d'Honneur                   |               |
| Compétition                         | Vainqueur     |
| Championnat du Cameroun de football | Canon Yaoundé |
| Coupe du Cameroun                   | Canon Yaoundé |

| Qualifications continentales             |                |
| Coupe des clubs champions africains 1987 | Qualifié       |
| Premier tour                             | Canon Yaoundé  |
| Coupe des Coupes 1987                    | Qualifiés      |
| Premier tour                             | FC Rail Douala |

| Promotion et relégation |                                                     |
| Relégués en 2e division | Unité Douala FC Rail Douala Kohi de Maroua          |
| Promus en MTN Elite 1   | Caïman de Douala Diamant Yaoundé Colombe Sangmélima |